# Lütjenholm
Lütjenholm település Németországban, Schleswig-Holstein tartományban. Lakosainak száma 338 fő (2023. december 31.). Lütjenholm Högel és Goldelund községekkel határos.

## Népesség
A település népességének változása:
| Lakosok száma | 249  | 330  | 315  | 328  | 347  | 340  | 338  |
|               | 1975 | 2014 | 2017 | 2019 | 2021 | 2022 | 2023 |